# Jürgen Menzel
Kurt-Jürgen Menzel (* 19. Dezember 1940 in Berlin; † 5. Mai 2021) war ein deutscher Neurochirurg und Hochschullehrer.
Menzel war der Gründer und langjährige Chefarzt der Klinik für Neurochirurgie im Klinikum Köln-Merheim. Er ging 2005 in den Ruhestand.